# Suleichan Mutuschewna Bagalowa
Suleichan Mutuschewna Bagalowa (russisch Зулейхан Мутушевна Багалова; wiss. Transliteration Zuleykhan Mutushevna Bagalova; * 2. Juni 1945 in Kara-Balta, Kirgisische SSR) ist eine russische Theaterschauspielerin tschetschenischer Herkunft. Ihre größten Erfolge feierte sie während der Zeit der Sowjetunion, wo sie unter anderem mit dem Ehrenzeichen der Sowjetunion sowie als „Verdiente Künstlerin der RSFSR“ ausgezeichnet wurde.

## Leben
Suleichan Bagalowa wurde 1945 in Kara-Balta in der kirgisischen Sowjetrepublik geboren. Sie besuchte ab 1963 die Theaterschule des Staatstheaters in Grosny, wo sie begann regelmäßig aufzutreten. Sie wechselte später an das Staatliche Institut für Theaterkunst in Moskau, die sie 1977 abschloss. Von 1961 bis 1997 war sie eine der Hauptdarstellerinnen im Staatstheater in Grosny. Sie spielte dabei unter anderem in Stücken von Friedrich Schiller, Molière und Said Badujew.
Neben ihrer Karriere als Schauspielerin ist Bagalowa bis heute auch politisch aktiv. Sie saß längere Zeit im Stadtrat von Grosny, als auch im Obersten Sowjet des ehemaligen Tschetscheno-Inguschetien.
Von 1995 bis 2006 leitet sie das LAM-Zentrum, eine Organisation, die sich für den Erhalt der tschetschenischen Kultur einsetzt und ist als Friedensaktivistin aktiv.
Im Hinblick auf den Tschetschenienkrieg bezog sie wiederholt Stellung gegen die einseitige Unabhängigkeitserklärung Tschetscheniens als auch gegen die russische Politik und die Kadyrow-Regierung. Im Jahr 2005 galt sie als Kandidatin für den Friedensnobelpreis.
Sie war mit dem inzwischen verstorbenen tschetschenischen Schauspieler Jussup Idajew verheiratet und hat drei Kinder.